# Estadio Ali Sami Yen
- Para el nuevo estadio ver Ali Sami Yen Spor Kompleksi - Türk Telekom Arena

El Estadio Ali Sami Yen (en turco: Ali Sami Yen Stadyumu), fue un campo de fútbol situado en la ciudad de Estambul, donde el club Galatasaray disputó sus partidos desde 1964 hasta el mes de enero de 2011, cuando se trasladó al nuevo estadio del club, el Türk Telekom Arena.

## Historia
Se ubicaba en el distrito de Şişli de la ciudad de Estambul. Fue erigido en memoria del miembro fundador y primer presidente del Galatasaray Ali Sami Yen. También se le llama el infierno, debido a la atmósfera intimidante que los hinchas del equipo creaban, no solo con la pasión con la que cantaban el himno del equipo y coreaban vítores al mismo durante el partido, sino además llenando el estadio hasta unas 40 000 personas y usando antorchas, humo de colores rojo y amarillo (los colores del equipo), tambores, banderas gigantes que cubrían prácticamente el estadio, generando una sensación de grandeza y aplicando así una presión psicológica en los visitantes.
El primer campo de fútbol del Galatasaray fue el estadio Taksim, demolido en 1940, cuando el club optó por un nuevo edificio, la construcción comenzó en 1943, pero debido a la Segunda Guerra Mundial sólo se construyeron pequeñas gradas. La apertura temporal del estadio tuvo lugar en 1945. Las obras definitivas solo concluyeron en 1964 y fueron inauguradas el 14 de diciembre del mismo año en un partido amistoso disputado entre la Selección de Turquía y la de Bulgaria.
El 11 de enero de 2011, se disputó el último partido en el Ali Sami Yen, en un encuentro válido por la Copa de Turquía entre el Galatasaray y el Beypazarı Şekerspor partido finalizado con triunfo del cuadro local por 3:1. La demolición del estadio comenzó en abril del mismo año, fue entonces cuando fueron descubiertos los graves defectos en su construcción, se determinó que fue utilizado muy poca cantidad de acero en el hormigón (57 kg por m³), muy diferentes a los 250 kg por m³ del nuevo Turk Telekom Arena, por lo que el estadio estuvo en constante peligro de derrumbe y colapso durante un juego.

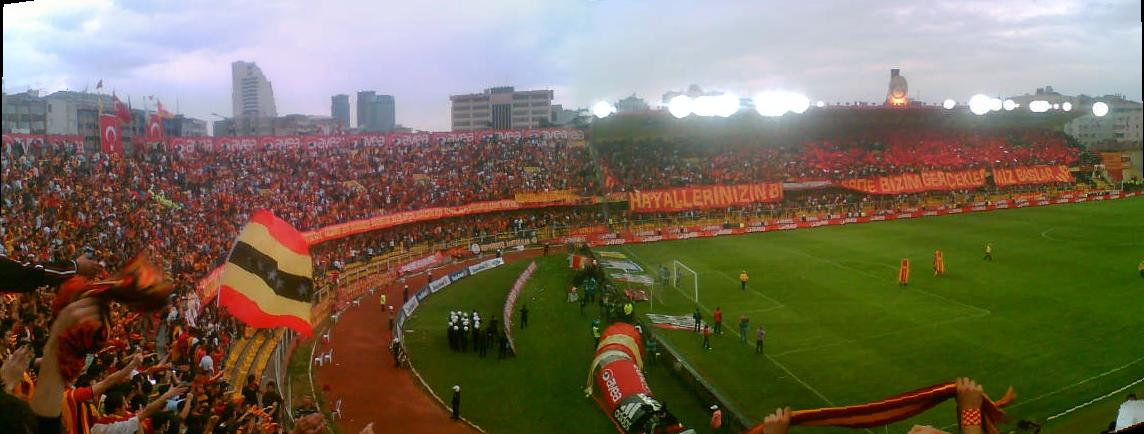
Imagen panorámica del Estadio Ali Sami Yen.

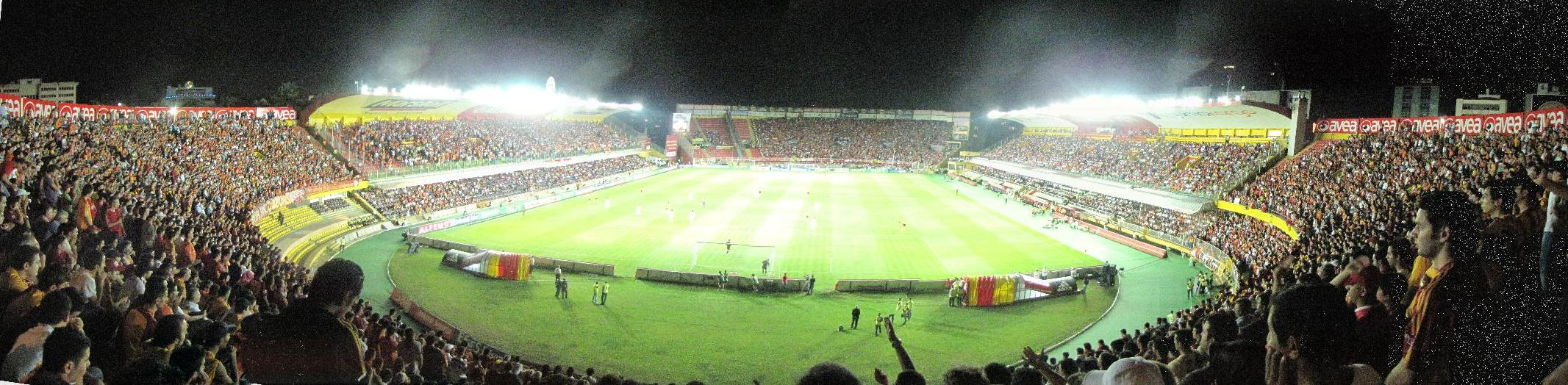
Imagen panorámica nocturna del Estadio Ali Sami Yen.